# ريكاردو روبرتو فرانسيا
ريكاردو روبرتو فرانسيا (بالإسبانية: Ricardo Francia)‏ هو عازف تشيلو أرجنتيني، ولد في 20 مايو 1932.